# Consommation d'eau domestique par pays
Pour un article plus général, voir Eau domestique.
Les utilisations de l'eau sont traditionnellement réparties entre secteurs domestique – l'eau domestique – agricole – l'eau agricole et industriel – l'eau industrielle. Le secteur domestique comprend généralement des utilisations domestiques et municipales ainsi que l'utilisation commerciale et gouvernementale de l'eau. La consommation en eau domestique par habitant la plus importante se situe au Canada, États-Unis, Japon, Australie, Suisse : supérieur à 250 litres/personne/jour (cieau)
| Pays                   | Consommation | Source  |
| ---------------------- | ------------ | ------- |
| États-Unis             | 250 et plus  | (cieau) |
| Canada                 | 250 et plus  | (cieau) |
| Japon                  | 250 et plus  | (cieau) |
| Australie              | 250 et plus  | (cieau) |
| Suisse                 | 250 et plus  | (cieau) |
| Finlande               | 160 à 250    | (cieau) |
| Italie                 | 160 à 250    | (cieau) |
| Espagne                | 160 à 250    | (cieau) |
| Portugal               | 160 à 250    | (cieau) |
| Corée du Sud           | 160 à 250    | (cieau) |
| Suède                  | 160 à 250    | (cieau) |
| Grèce                  | 160 à 250    | (cieau) |
| Danemark               | 130 à 160    | (cieau) |
| Royaume-Uni            | 130 à 160    | (cieau) |
| Autriche               | 130 à 160    | (cieau) |
| France                 | 130 à 160    | (cieau) |
| Luxembourg             | 130 à 160    | (cieau) |
| Irlande                | 130 à 160    | (cieau) |
| Allemagne              | 130 et moins | (cieau) |
| Pays-Bas               | 130 et moins | (cieau) |
| Belgique               | 130 et moins | (cieau) |
| Hongrie                | 130 et moins | (cieau) |
| Bulgarie               | 130 et moins | (cieau) |
| Pologne                | 130 et moins | (cieau) |
| République Tchèque     | 130 et moins | (cieau) |
| Asie                   | 50 à 100     | (cieau) |
| Amérique latine        | 50 à 100     | (cieau) |
| Afrique sub-saharienne | 10 à 20      | (cieau) |

## En France
En 2013, la consommation française moyenne était de 143 litres par habitant et par jour, soit 52,2 m3/hab./an (consommation domestique)
Cette moyenne peut varier selon plusieurs paramètres : 
Les régions : les régions chaudes ont tendance à consommer un plus grand volume.
Le mode de vie : les consommations rurales sont inférieures aux consommations urbaines.
Les périodes : la consommation en eau augmente de 40 % l'été en comparaison à la moyenne annuelle et de 30 % le week-end.
Vous pouvez calculer votre consommation quotidienne ici.